# Antonio Sella
Antonio „Nino“ Sella (* 14. Oktober 1909 in Caresana; † 20. August 1994 in Vercelli) war ein italienischer Radrennfahrer.

## Sportliche Laufbahn
Sella war im Straßenradsport aktiv und Mitglied der Nationalmannschaft. Als Amateur gewann er die Coppa Remma 1931, die Coppa Giachetti und die Coppa Città di Cuorgnè 1933. Bei den Straßenradsport-Weltmeisterschaften 1932 wurde er 9. im Amateurrennen. Im Il Piccolo Lombardia kam er auf den 3. Platz.
Von 1934 bis 1936 war er Unabhängiger und Berufsfahrer. 1934 gewann er den Giro del Lario, die Coppa Valle del Metauro und Mailand–San Pellegrino sowie zwei Etappen in der Katalonien-Rundfahrt. Zweiter wurde er 1933 bei Milano–Modena, 1934 im Giro della Romagna. Dritter wurde er 1934 in der Katalonien-Rundfahrt.
Den Giro d’Italia fuhr er dreimal. 1933 wurde er 14., 1934 24., 1935 kam er nicht ins Ziel. In den Rennen der Monumente des Radsports war der 4. Platz in der Lombardei-Rundfahrt 1933 sein bestes Resultat.